# Eremiaphila arabica
Eremiaphila arabica es una especie de mantis de la familia Eremiaphilidae.

## Distribución geográfica
Se encuentra en Egipto, Israel, Yemen y Arabia Saudita.